# Waitahora Lagoon
Die Waitahora Lagoon ist eine Lagune im Far North District der Region Northland auf der Nordinsel von Neuseeland.

## Geographie
Die Waitahora Lagoon befindet sich am Te Horo Beach der Piwhane / Spirits Bay, die sich nach Norden hin zum Pazifischen Ozean öffnet. Cape Reinga / Te Rerenga Wairua, als nördlichstes Spitze der Nordinsel, liegt rund 11,3 km in westnordwestlicher Richtung und der Parengarenga Harbour mit seinen Verzweigungen rund 6,5 km in ostsüdöstlicher Richtung.
Die in Ost-West-Richtung langgezogene Lagune, die an ihrem westlichen Ende an zwei Stellen über einen 20 m und 50 m breiten Strand je nach Wasserstand und Witterungslage Kontakt zur Piwhane / Spirits Bay hat, umfasst eine Fläche von rund 69 Hektar und erstreckt sich über eine Länge von rund 2,5 km. An der breitesten Stelle misst das Gewässer rund 500 m in Südwest-Nordost-Richtung. Die Uferlinie erstreckt sich über etwa 7,1 km.
Der östliche Teil der Lagune geht in das Feuchtgebiet des Paranua Swamp über, der durch den Waitahora Stream und einige weitere Bäche mit Wasser versorgt wird. Aus diesem Feuchtgebiet erhält die Lagune auch hauptsächlich ihren Wasserzulauf. Die Entwässerung der Lagune findet an ihrem westlichen Ende in Richtung Piwhane / Spirits Bay statt.